# Roland Steuk
Roland Steuk, né le 5 mars 1959, est un ancien athlète allemand qui a participé aux Jeux olympiques d'été pour l'Allemagne de l'Est. Dans les années 1970 et au début des années 1980, il a fait partie des meilleurs spécialistes au lancer du marteau. Aux championnats d'Europe d'athlétisme de 1978, il a été vice-champion d'Europe.
Roland Steuk s'est mariée en 1981 avec Martina Kämpfert, spécialiste est-allemande du demi-fond et du sprint long.

## Palmarès

### Jeux olympiques d'été
- Jeux olympiques d'été de 1980 à Moscou ( Union soviétique)
  - 4e au lancer du marteau

### Championnats du monde d'athlétisme
- Championnats du monde d'athlétisme de 1983 à Helsinki ( Finlande)
  - 12e au lancer du marteau

### Championnats d'Europe d'athlétisme
- Championnats d'Europe d'athlétisme de 1978 à Prague ( Tchécoslovaquie)
  -  Médaille d'argent au lancer du marteau
- Championnats d'Europe d'athlétisme de 1982 à Athènes ( Grèce)
  - 7e au lancer du marteau

### Championnats d'Europe Junior d'athlétisme
- Championnats d'Europe junior d'athlétisme de 1977 à Donetsk ( Union soviétique)
  -  Médaille d'argent au lancer du poids
  -  Médaille d'or au lancer du marteau